# Чапник, Говард
Говард Чапник ( англ. Howard Chapnick, 1922 —  1996) — американский фоторедактор, в течение многих лет руководитель фотоагентства "Black Star".

## Биография
Говард Чапник родился в 1922 году в Нью-Йорке, на Манхэттене. Учился в Нью-Йоркском университете.
В 1940 начал работать в основанном за пять лет до этого фотоагентстве "Black Star".
Во время войны служил в военно-воздушных войсках.
В 1946 году возобновил работу в "Black Star", создал специальный отдел, занимавшийся изданием фотокниг и фотоэссе. Благодаря усилиям Говарда Чапника сфера интересов агентства расширилась. 
В 1964 он выкупил агентство у его основателей и стал его президентом. 
В 1994 Чапник опубликовал книгу "The Truth Needs No Ally: Inside Photojournalism" (University of Missouri, 1994) - руководство для молодых фотожурналистов. 
После его смерти в 1996 году Мемориальный фонд Юджина Смита учредил в память о Чапнике грант его имени - Howard Chapnick Grant. Он вручается ежегодно и предназначен для тех, кто хочет добиться успеха в областях, смежных с фотожурналистикой (фоторедактура, образовательная деятельность и т.п.).